# تشهاربرج (مياندوأب)
تشهاربرج (بالفارسية: چهاربرج) هي مدينة تقع في إيران في Marhemetabad District. يقدر عدد سكانها بـ 7,940 نسمة وترتفع عن سطح البحر 1,282 متر.